# Eugene Ormandy
Eugene Ormandy, rodným jménem Jenö Ormandy Blau (18. listopadu 1899, Budapešť – 12. března 1985, Filadelfie) byl maďarsko-americký dirigent a houslista. Proslavil se především nastudováními pozdně romantického repertoáru a hudby z počátku 20. století. Více než čtyřicet let byl uměleckým vedoucím a dirigentem Filadelfského symfonického orchestru. 

## Život
Narodil se jako Jenö Blau v Budapešti do židovské rodiny. Jeho otec Benjamin Blau, zubař a amatérský houslista, brzy rozpoznal hudební talent svého syna, který ve věku pěti let byl přijat na Budapešťskou královskou akademii. Vedl ho zde Jenö Hubay a v roce 1915 obdržel absolventský diplom v oboru hry na housle. Záhy měl úspěšné turné po Maďarsku a v Berlíně působil jako jeden z nejmladších koncertních mistrů. V 19 letech se stal profesorem hry na housle.  V letech 1917 až 1920 studoval také filozofii.
V roce 1921 dostal nabídku na turné  po USA, kam skutečně odjel, ale ukázalo se, že hudební manažer slibované angažmá nezajistil. Ormandy se dostal do finančních problémů a musel vzít místo houslisty v orchestru divadla Capitol v New Yorku, který doprovázel zde promítané němé filmy. V roce 1924 zastoupil narychlo  za nemocného šéfdirigenta při galapředstavení a tím začala jeho kariéra dirigenta.  Od roku 1925 začal používat jméno Eugene Ormandy. Během příštích pěti let, v nichž získal americké občanství, řídil koncerty dalších hudebních těles.  Téměř vždy dirigoval zpaměti a dokázal přimět hudebníky k optimálnímu výkonu.  Živil se také nahrávkami populárních úseků z klasických děl pro rozhlas. Na jednom letním koncertu pod širým nebem zaujal Arturo Toscaniniho, který vedl těleso Philadelphia Orchestra. Ten mu nabídl místo svého zástupce. To byl zlom v Ormandyho kariéře. V letech 1931–1936 pak vedl Minneapolis Symphony Orchestra.
Roku 1936 se vrátil k Filadelfským symfonikům, nejprve sdílel jejich řízení s Leopoldem Stokowskim, od roku 1938 je vedl sám – a to až do roku 1980. S tímto tělesem podnikl několik národních a mezinárodních turné. Soustředil se na repertoár pozdního romantismu a počátku 20. století, uvedl premiéry několika moderních skladeb Rachmaninova, Brittena, Barbera, Crestona a dalších. Řídil světové premiéry dvou skladeb Bohuslava Martinů: Koncert pro dva klavíry a orchestr (červenec  1943) a Čtvrtou symfonii (listopad 1945). V roce 1944 Ormandy s Filadelfskou filharmonii zahájili  více než dvacetiletou spolupráci s hudebním vydavatelstvím  Columbia Records. Mezi jeho četné nahrávky pro Columbii patří první americká nahrávka Čtvrté symfonie Dmitrije Šostakoviče a vůbec první nahrávka Mahlerovy desáté symfonie.  Pod Ormandyho taktovkou získal Filadelfský orchestr  tři zlaté desky a získal dvě ceny Grammy. Jeho styl interpretace vešel do historie jako "Philadelphia Sound", němž dominoval tzv. zlatý zvuk houslí. 
Vystupoval také  jako hostující dirigent s dalšími orchestry v Evropě, Austrálii, Jižní Americe a východní Asii. Velké přízni se těšil především v Anglii, v roce 1976 mu královna udělila  řád Britského impéria.
Do důchodu odešel v roce 1980, ve věku osmdesáti let. S Filadelfskou filharmonií však příležitostně vystupoval i později, naposledy v Carnegie Hall 10. ledna 1984. Zemřel na zápal plic ve svém domě ve Filadelfii 12. března 1985 ve věku 85 let.

### Osobní život
V roce 1922 se v New Yorku oženil s rakouskou harfenistkou Steohanií (Steffy) Goldnerovou, se kterou se seznámil v orchestru divadla Capitol.  Rozešli se v roce 1943 a Ormandy se v květnu 1950  oženil s dlouholetou přítelkyní  Margaret Frances Hiltschovou. Pocházela z Vídně a v USA se během druhé světové války  stala pilotkou a příslušnicí námořní letecké stanice.